# Liste von Seen in Südafrika
Dies ist eine Liste von Seen in Südafrika.
| See                                              | Provinz             |
| ------------------------------------------------ | ------------------- |
| Albert-Falls-Stausee                             | KwaZulu-Natal       |
| Allemanskraal-Stausee                            | Freistaat           |
| aManzamnyama                                     | KwaZulu-Natal       |
| Bloemhof-Stausee                                 | Nordwest, Freistaat |
| Chrissie-See                                     | Mpumalanga          |
| Darlington-See (früher Lake Mentz)               | Ostkap              |
| De Hoop Vlei                                     | Westkap             |
| Fundudzi                                         | Limpopo             |
| Gariep-Stausee (früher Hendrik-Verwoerd-Stausee) | Ostkap              |
| Hartbeespoort-Stausee                            | Nordwest            |
| Pongolapoort-Stausee (auch Jozini-See)           | KwaZulu-Natal       |
| R.K.Roux                                         |                     |
| Sibaya-See                                       | KwaZulu-Natal       |
| St.-Lucia-See                                    | KwaZulu-Natal       |
| Sterkfontein                                     | Gauteng             |
| Vaal-Stausee                                     | Gauteng             |
| Verlorenvlei                                     | Westkap             |
| Zeekoevlei                                       | Westkap             |

siehe auch: Liste von Flüssen in Südafrika